# Universiteit voor Wetenschap en Technologie van Togo
De Universiteit voor Wetenschap en Technologie van Togo (Frans: Université des sciences et technologies du Togo) is een particuliere universiteit gevestigd in de Togolese hoofdstad Lomé.